# Lista filmelor italiene propuse la Oscar pentru cel mai bun film străin

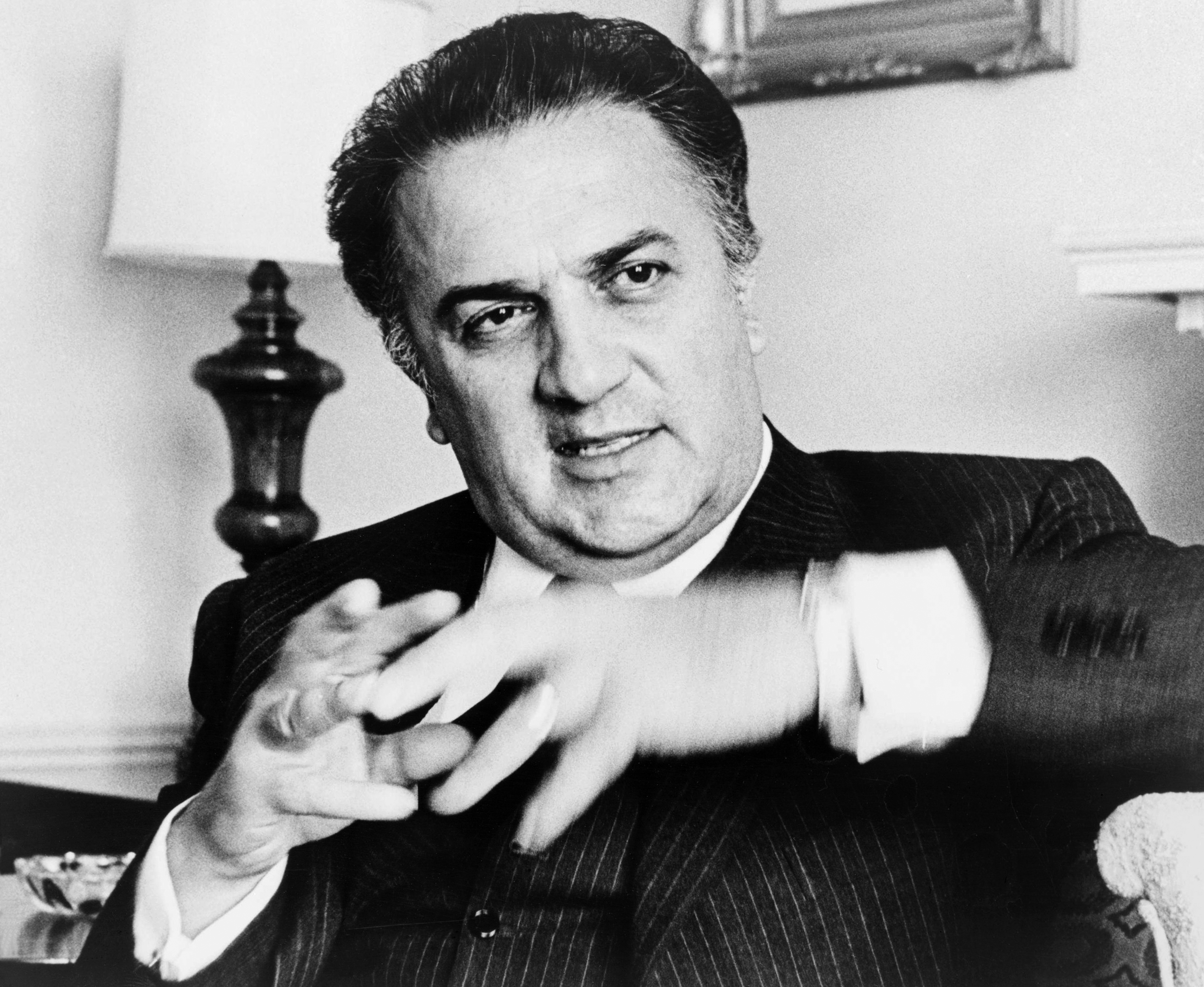
Regizorul italian Federico Fellini a primit patru Premii Oscar pentru cel mai bun film străin, mai mult decât orice alt regizor din istoria acestei categorii.

Italia a nominalizat filme pentru premiul Academiei pentru cel mai bun film străin de la inaugurarea premiului în 1956. Premiul este acordat anual de către "Academy of Motion Picture Arts and Sciences" din Statele Unite filmelor de lungmetraj realizate în afara Statelor Unite și care conțin în primul rând dialog în altă limbă decât engleza.
Premiul Oscar pentru cel mai bun film străin a fost inaugurat în anul 1956; cu toate acestea, între 1947 și 1955, Academia a prezentat Premii Onorifice pentru cele mai bune filme într-o limbă străină lansate în Statele Unite. Aceste premii nu erau competitive, deoarece nu existau nominalizări, ci pur și simplu în fiecare an exista un film câștigător votat de Consiliul Director al Academiei. Trei filme italiene au primit premii onorifice în această perioadă. Începând cu 1956 Academia a creat un premiu competitiv de merit, cunoscut sub numele de Cel mai bun film străin, pentru filme non-englezești și a fost acordat anual de atunci.
Până în 2018, Italia a propus 31 de filme la Premiul Oscar pentru cel mai bun film străin, din care 14 filme au obținut Oscarul. Italia deține primul loc după numărul filmelor care au câștigat premiul, urmată de Franța (nouă premii) și Spania (patru premii). Regizorii italieni care au câștigat multiple premii sunt Federico Fellini și Vittorio De Sica. Fellini a primit patru premii pentru: La Strada, Nopțile Cabiriei, 8½ și Amarcord. De Sica a primit două premii onorifice înainte de inaugurarea actualei categorii, pentru: Shoeshine și Hoții de biciclete și două premii Oscar pentru: Ieri, azi, mâine și The Garden of the Finzi-Continis.

## Lista filmelor
| An                | Titlul filmului folosit în nominalizare                         | Titlul original                                                        | Regizor                                  | Rezultat         |
| ----------------- | --------------------------------------------------------------- | ---------------------------------------------------------------------- | ---------------------------------------- | ---------------- |
| 1947 (Ediția 20)  | Shoeshine                                                       | Sciuscià                                                               | Vittorio De Sica                         | Premiul Onorific |
| 1949 (Ediția 22)  | The Bicycle Thief                                               | Ladri di biciclette                                                    | Vittorio De Sica                         | Premiul Onorific |
| 1950 (Ediția 23)  | The Walls of Malapaga                                           | Le mura di Malapaga                                                    | René Clément                             | Premiul Onorific |
| 1956: (Ediția 29) | La Strada                                                       | La strada                                                              | Federico Fellini                         | Oscar            |
| 1957: (Ediția 30) | Nights of Cabiria                                               | Le notti di Cabiria                                                    | Federico Fellini                         | Oscar            |
| 1958: (Ediția 31) | Big Deal on Madonna Street                                      | I soliti ignoti                                                        | Mario Monicelli                          | Nominalizat      |
| 1959: (Ediția 32) | The Great War                                                   | La grande guerra                                                       | Mario Monicelli                          | Nominalizat      |
| 1960: (Ediția 33) | Kapò                                                            | Kapò                                                                   | Gillo Pontecorvo                         | Nominalizat      |
| 1961 (Ediția 34)  | La Notte                                                        | La Notte                                                               | Michelangelo Antonioni                   | Nenominalizat    |
| 1962: (Ediția 35) | The Four Days of Naples                                         | Le quattro giornate di Napoli                                          | Nanni Loy                                | Nominalizat      |
| 1963: (Ediția 36) | 8½                                                              | Otto e mezzo                                                           | Federico Fellini                         | Oscar            |
| 1964: (Ediția 37) | Yesterday, Today and Tomorrow                                   | Ieri, oggi, domani                                                     | Vittorio De Sica                         | Oscar            |
| 1965: (Ediția 38) | Marriage Italian-Style                                          | Matrimonio all'Italiana                                                | Vittorio De Sica                         | Nominalizat      |
| 1966: (Ediția 39) | The Battle of Algiers                                           | La Battaglia di Algeri                                                 | Gillo Pontecorvo                         | Nominalizat      |
| 1967: (Ediția 40) | China is Near                                                   | La Cina è vicina                                                       | Marco Bellocchio                         | Nenominalizat    |
| 1968: (Ediția 41) | The Girl with the Pistol                                        | La ragazza con la pistola                                              | Mario Monicelli                          | Nominalizat      |
| 1969: (Ediția 42) | Fellini Satyricon                                               | Fellini Satyricon                                                      | Federico Fellini                         | Nenominalizat    |
| 1970: (Ediția 43) | Investigation of a Citizen Above Suspicion                      | Indagine su un cittadino al di sopra di ogni sospetto                  | Elio Petri                               | Oscar            |
| 1971: (Ediția 44) | The Garden of the Finzi-Continis                                | Il Giardino dei Finzi-Contini                                          | Vittorio De Sica                         | Oscar            |
| 1972: (Ediția 45) | Roma                                                            | Roma                                                                   | Federico Fellini                         | Nenominalizat    |
| 1974: (Ediția 47) | Amarcord                                                        | Amarcord                                                               | Federico Fellini                         | Oscar            |
| 1975: (Ediția 48) | Scent of a Woman                                                | Profumo di donna                                                       | Dino Risi                                | Nominalizat      |
| 1976: (Ediția 49) | Seven Beauties                                                  | Pasqualino Settebellezze                                               | Lina Wertmüller                          | Nominalizat      |
| 1977: (Ediția 50  | A Special Day                                                   | Una giornata particolare                                               | Ettore Scola                             | Nominalizat      |
| 1978: (Ediția 51) | Viva Italia!                                                    | I nuovi mostri                                                         | Mario Monicelli, Dino Risi, Ettore Scola | Nominalizat      |
| 1979: (Ediția 52) | To Forget Venice                                                | Dimenticare Venezia                                                    | Franco Brusati                           | Nominalizat      |
| 1980: (Ediția 53) | A Leap in the Dark                                              | Salto nel vuoto                                                        | Marco Bellocchio                         | Nenominalizat    |
| 1981: (Ediția 54) | Three Brothers                                                  | Tre Fratelli                                                           | Francesco Rosi                           | Nominalizat      |
| 1982: (Ediția 55) | The Night of the Shooting Stars                                 | La notte di San Lorenzo                                                | Paolo and Vittorio Taviani               | Nenominalizat    |
| 1983: (Ediția 56) | And the Ship Sails On                                           | E la nave va                                                           | Federico Fellini                         | Nenominalizat    |
| 1984: (Ediția 57) | Where's Picone?                                                 | Mi manda Picone                                                        | Nanni Loy                                | Nenominalizat    |
| 1985: (Ediția 58) | Macaroni                                                        | Maccheroni                                                             | Ettore Scola                             | Nenominalizat    |
| 1986: (Ediția 59) | Summer Night with Greek Profile, Almond Eyes and Scent of Basil | Notte d'estate con profilo greco, occhi a mandorla e odore di basilico | Lina Wertmüller                          | Nenominalizat    |
| 1987: (Ediția 60  | The Family                                                      | La famiglia                                                            | Ettore Scola                             | Nominalizat      |
| 1988: (Ediția 61) | The Legend of the Holy Drinker                                  | La leggenda del santo bevitore                                         | Ermanno Olmi                             | Nenominalizat    |
| 1989: (Ediția 62) | Cinema Paradiso                                                 | Nuovo Cinema Paradiso                                                  | Giuseppe Tornatore                       | Oscar            |
| 1990: (Ediția 63) | Open Doors                                                      | Porte Aperte                                                           | Gianni Amelio                            | Nominalizat      |
| 1991: (Ediția 64) | Mediterraneo                                                    | Mediterraneo                                                           | Gabriele Salvatores                      | Oscar            |
| 1992: (Ediția 65) | The Stolen Children                                             | Il ladro di bambini                                                    | Gianni Amelio                            | Nenominalizat    |
| 1993: (Ediția 66) | The Great Pumpkin                                               | Il grande cocomero                                                     | Francesca Archibugi                      | Nenominalizat    |
| 1994: (Ediția 67) | Lamerica                                                        | Lamerica                                                               | Gianni Amelio                            | Nenominalizat    |
| 1995: (Ediția 68) | The Star Maker                                                  | L'uomo delle stelle                                                    | Giuseppe Tornatore                       | Nominalizat      |
| 1996: (Ediția 69) | My Generation                                                   | La mia generazione                                                     | Wilma Labate                             | Nenominalizat    |
| 1997: (Ediția 70) | The Best Man                                                    | Il testimone dello sposo                                               | Pupi Avati                               | Nenominalizat    |
| 1998: (Ediția 71) | Life Is Beautiful                                               | La vita è bella                                                        | Roberto Benigni                          | Oscar            |
| 1999: (Ediția 72) | Not of This World                                               | Fuori dal mondo                                                        | Giuseppe Piccioni                        | Nenominalizat    |
| 2000: (Ediția 73) | The Hundred Steps                                               | I cento passi                                                          | Marco Tullio Giordana                    | Nenominalizat    |
| 2001: (Ediția 74) | The Son's Room                                                  | La stanza del figlio                                                   | Nanni Moretti                            | Nenominalizat    |
| 2002: (Ediția 75) | Pinocchio                                                       | Pinocchio                                                              | Roberto Benigni                          | Nenominalizat    |
| 2003: (Ediția 76) | I'm Not Scared                                                  | Io non ho paura                                                        | Gabriele Salvatores                      | Nenominalizat    |
| 2004: (Ediția 77) | The Keys to the House                                           | Le chiavi di casa                                                      | Gianni Amelio                            | Nenominalizat    |
| 2005: (Ediția 78) | Don't Tell                                                      | La bestia nel cuore                                                    | Cristina Comencini                       | Nominalizat      |
| 2006: (Ediția 79) | The Golden Door                                                 | Nuovomondo                                                             | Emanuele Crialese                        | Nenominalizat    |
| 2007: (Ediția 80) | The Unknown Woman                                               | La sconosciuta                                                         | Giuseppe Tornatore                       | Lista scurtă     |
| 2008: (Ediția 81) | Gomorrah                                                        | Gomorra                                                                | Matteo Garrone                           | Nenominalizat    |
| 2009: (Ediția 82) | Baarìa                                                          | Baarìa                                                                 | Giuseppe Tornatore                       | Nenominalizat    |
| 2010: (Ediția 83) | The First Beautiful Thing                                       | La prima cosa bella                                                    | Paolo Virzì                              | Nenominalizat    |
| 2011: (Ediția 84) | Terraferma                                                      | Terraferma                                                             | Emanuele Crialese                        | Nenominalizat    |
| 2012: (Ediția 85) | Caesar Must Die                                                 | Cesare deve morire                                                     | Paolo and Vittorio Taviani               | Nenominalizat    |
| 2013: (Ediția 86) | The Great Beauty                                                | La grande bellezza                                                     | Paolo Sorrentino                         | Oscar            |
| 2014: (Ediția 87) | Human Capital                                                   | Il capitale umano                                                      | Paolo Virzì                              | Nenominalizat    |
| 2015: (Ediția 88) | Don't Be Bad                                                    | Non essere cattivo                                                     | Claudio Caligari                         | Nenominalizat    |
| 2016: (Ediția 89) | Fire at Sea                                                     | Fuocoammare                                                            | Gianfranco Rosi                          | Nenominalizat    |
| 2017: (Ediția 90) | A Ciambra                                                       | A Ciambra                                                              | Jonas Carpignano                         | Nenominalizat    |
| 2018: (Ediția 91) | Dogman                                                          | Dogman                                                                 | Matteo Garrone                           | Nenominalizat    |
| 2019: (Ediția 92) | The Traitor                                                     | Il traditore                                                           | Marco Bellocchio                         | Nenominalizat    |
| 2020: (Ediția 93) | Notturno                                                        | Notturno                                                               | Gianfranco Rosi                          | Nenominalizat    |
| 2021: (94th)      | The Hand of God                                                 | È stata la mano di Dio                                                 | Paolo Sorrentino                         | Lista scurtă     |